# Pieńkowski Rów
Pieńkowski Rów (inna nazwa: Rów Pieniecki) – rów wodny w Polsce, w województwie mazowieckim, w powiecie mławskim, na granicy gmin Lipowiec Kościelny i Wiśniewo. Lewy dopływ rzeki Seracz.
Długość cieku wynosi 6,78 km. Źródło znajduje się na wysokości 126,0 m n.p.m., a ujście do Seracza na wysokości 120,2 m n.p.m. Przepływa przez tereny wsi lub ich okolic: Borowe, Turza Mała i Głużek.
Identyfikator MPHP to 268446. Wielkość zlewni wynosi 5,82 km². Jest ciekiem VI rzędu.
Leży na terenie Zieluńsko-Rzęgnowskiego Obszaru Chronionego Krajobrazu oraz na obszarze Natura 2000 utworzonego zgodnie z dyrektywą ptasią Dolina Wkry i Mławki.